# Zofia Leśniowska
Zofia Wanda Leśniowska (née Sikorska; 2 de março de 1912 - 4 de julho de 1943) era filha do Tenente-General Władysław Sikorski. Ela era uma primeira tenente (porucznik) nas Forças Armadas polonesas. Ela morreu junto com seu pai no polêmico acidente de Gibraltar B-24 em 1943.

## Biografia
Zofia Leśniowska, nascida em 2 de março de 1912, em Lemberg no Império Austro-Húngaro. Era filha do Tenente-General Władysław Sikorski e Helena Sikorska, com quem Sikorski se casou em 1909. Em 30 de setembro de 1936 ela se casou com o Tenente-Engenheiro Stanisław Leśniowski (1904 - 11 de dezembro de 1987). Ela era ativa na Cruz Vermelha Polonesa e conhecida por sua paixão pela equitação. 
Após o início da Segunda Guerra Mundial, em 7 de setembro de 1939, o Tenente-General Sikorski ordenou que ela organizasse um movimento de resistência. Seu apartamento na rua Górczewski em Varsóvia foi usado para um movimento de conspiração. Em janeiro de 1940, ela foi chamada como emissária para a França e viajou como mensageira clandestina, contrabandeando vários documentos. Ela era a secretária pessoal, codificadora, intérprete e conselheira de seu pai. Ela foi condecorada com a Ordem da Cruz Vermelha Polonesa; esta foi sua única distinção em tempo de guerra.  De 16 de novembro de 1942 a 18 de fevereiro de 1943 em Londres, ela foi superintendente do Serviço Auxiliar Feminino polonês. Ela morreu, junto com seu pai e outras nove pessoas, quando seu avião caiu no mar 16 segundos após a decolagem do aeroporto de Gibraltar às 23h07 de 4 de julho de 1943. O corpo dela nunca foi encontrado. 

## Morte e lembrança
As mortes do General Sikorski e Zofia permanecem um mistério. Sua presença ao lado do General naqueles dias trágicos está associada a polêmicas e mal-entendidos.  Especula-se que, em vez de morrer no acidente, ela foi sequestrada e presa nos campos soviéticos perto de Moscou e, posteriormente, no interior do país, onde teria sido vista por oficiais poloneses, incluindo o agente especial Tadeusz Kobyliński. Tais especulações, no entanto, permanecem no reino das teorias da conspiração e, conforme observado por Roman Wapiński no Dicionário Biográfico Polonês, presume-se que Zofia morreu ao lado de seu pai no que foi apenas um acidente. 